# Moussa Diallo - manden og musikken
|  | Denne artikel er oprettet af botten PalnaBot ud fra en ekstern database. Den kan derfor have sproglige fejl eller mangler. Denne skabelon kan fjernes efter kontrol af indholdet. |

Moussa Diallo - manden og musikken er en film instrueret af Helle Toft Jensen.

## Handling
Det er 1973. Jimi Hendrix, James Brown, Earth Wind and Fire, Herbie Hancock er in - og funk er hot! Moussa er 17 år, bor i Mali/Vestafrika og drømmer om at blive musiker. Han trodser sin strenge far, stikker af, og dukker uventet op hos sin mor i Danmark. Her bliver han - som i et eventyr - forvandlet til den mest eftertragtede bassist. Han er med til at starte Sneakers og Marquis de Sade, spiller med Stig Møller Band, Savage Rose, Hanne Boel, Palle Mikkelborg og mange flere. Moussa er på toppen af sin karriere som 30-årig , men ulykkelig. Han er blevet gift og skilt 2 gange og han har fået børn - men han føler en stor tomhed, og at han svigter. Krisen fører ham til Indien, i en spirituel søgen, og tilbage til Mali, til den musik, som taler til ham og til den far, som han higer efter accept fra. Moussas far Demba Diallo (sagfører og politiker) betragtes som hele Malis far - men han nægter at anerkende sin egen søn, som kun er blevet musiker.